# Báguena
Báguena ist ein Ort und eine Gemeinde (municipio) mit nur noch 295 Einwohnern (Stand: 2024) im äußersten Norden der Provinz Teruel in der autonomen Region Aragonien im östlichen Zentrum von Spanien. Die Gemeinde gehört zur bevölkerungsarmen Serranía Celtibérica. 

## Lage und Klima
Báguena liegt in den Bergen der Sierra de Cucalón in ca. 795 m Höhe am Río Jiloca und ist ca. 80 km (Fahrtstrecke) in nordnordwestlicher Richtung von der Provinzhauptstadt Teruel entfernt. 
Das Klima ist trotz der Höhenlage gemäßigt bis warm; Regen (ca. 487 mm/Jahr) fällt übers Jahr verteilt.

## Bevölkerungsentwicklung
| Jahr      | 1970 | 1981 | 1991 | 2001 | 2011 | 2021 |
| Einwohner | 1060 | 773  | 624  | 463  | 365  | 283  |

## Sehenswürdigkeiten

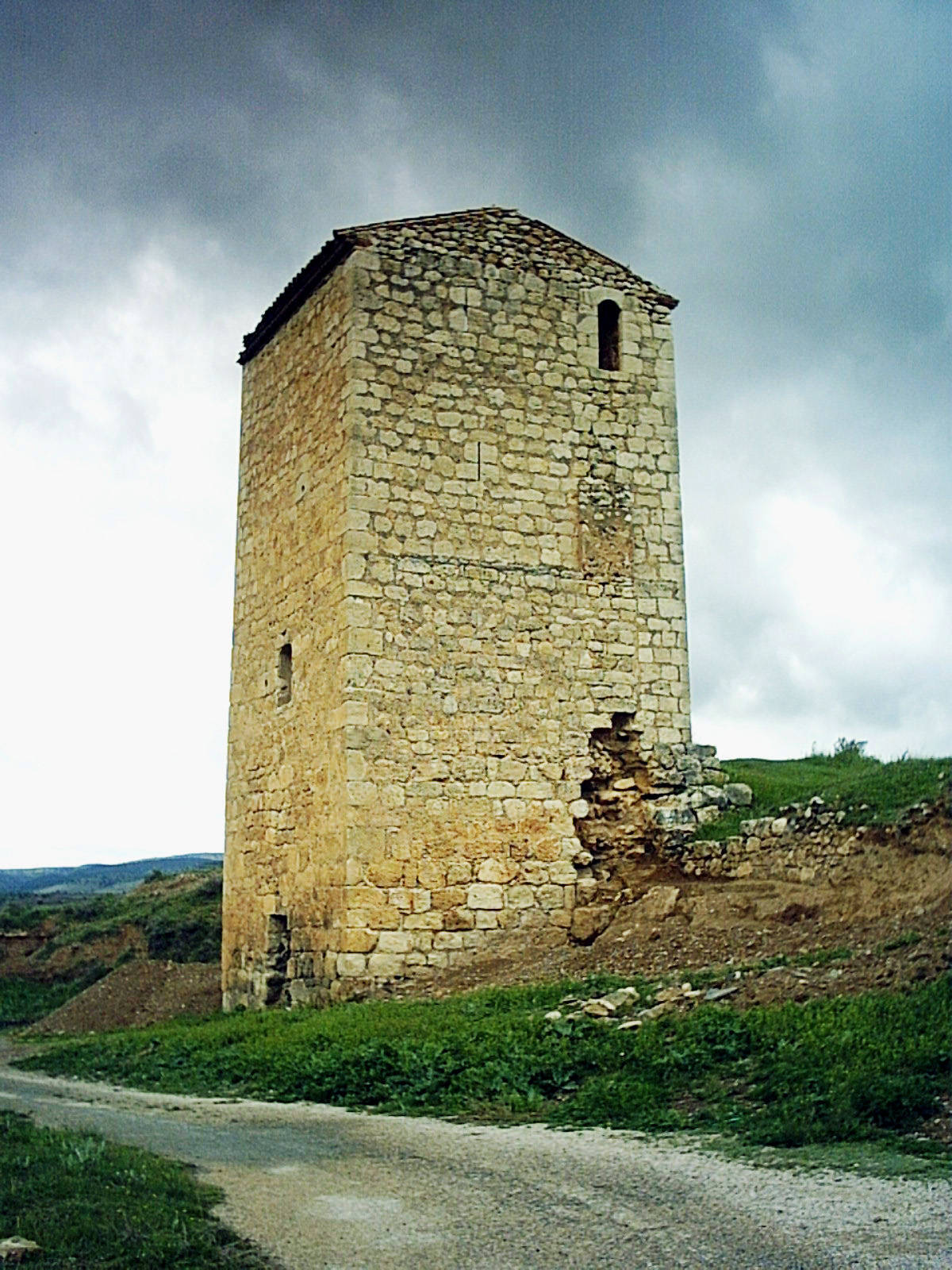
Burgreste
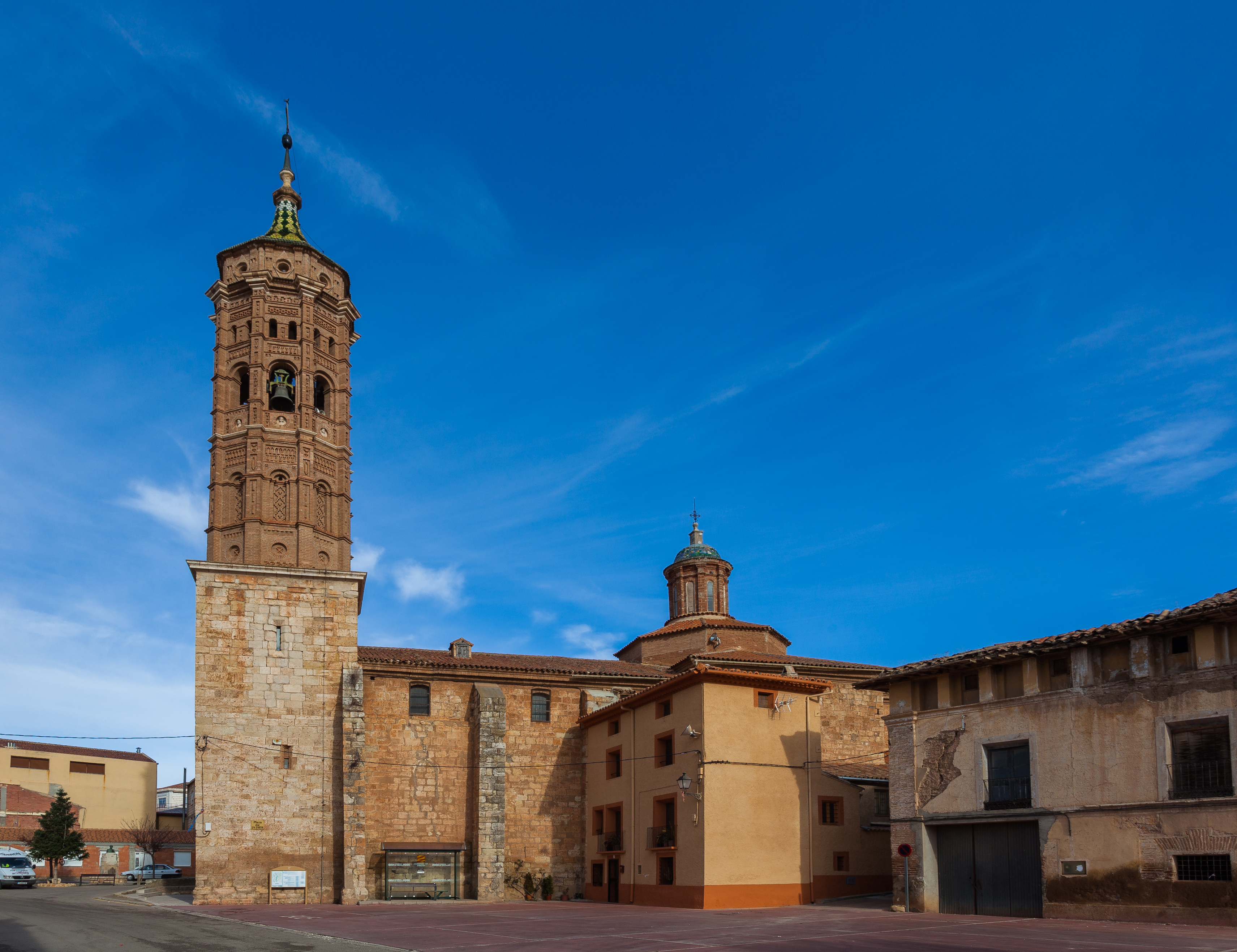
Kirche Mariä Himmelfahrt
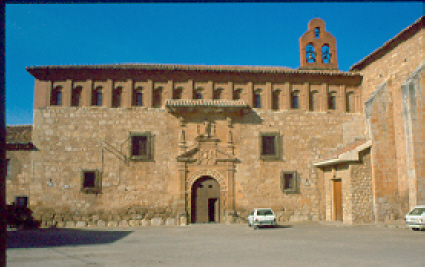
Valentinskonvent
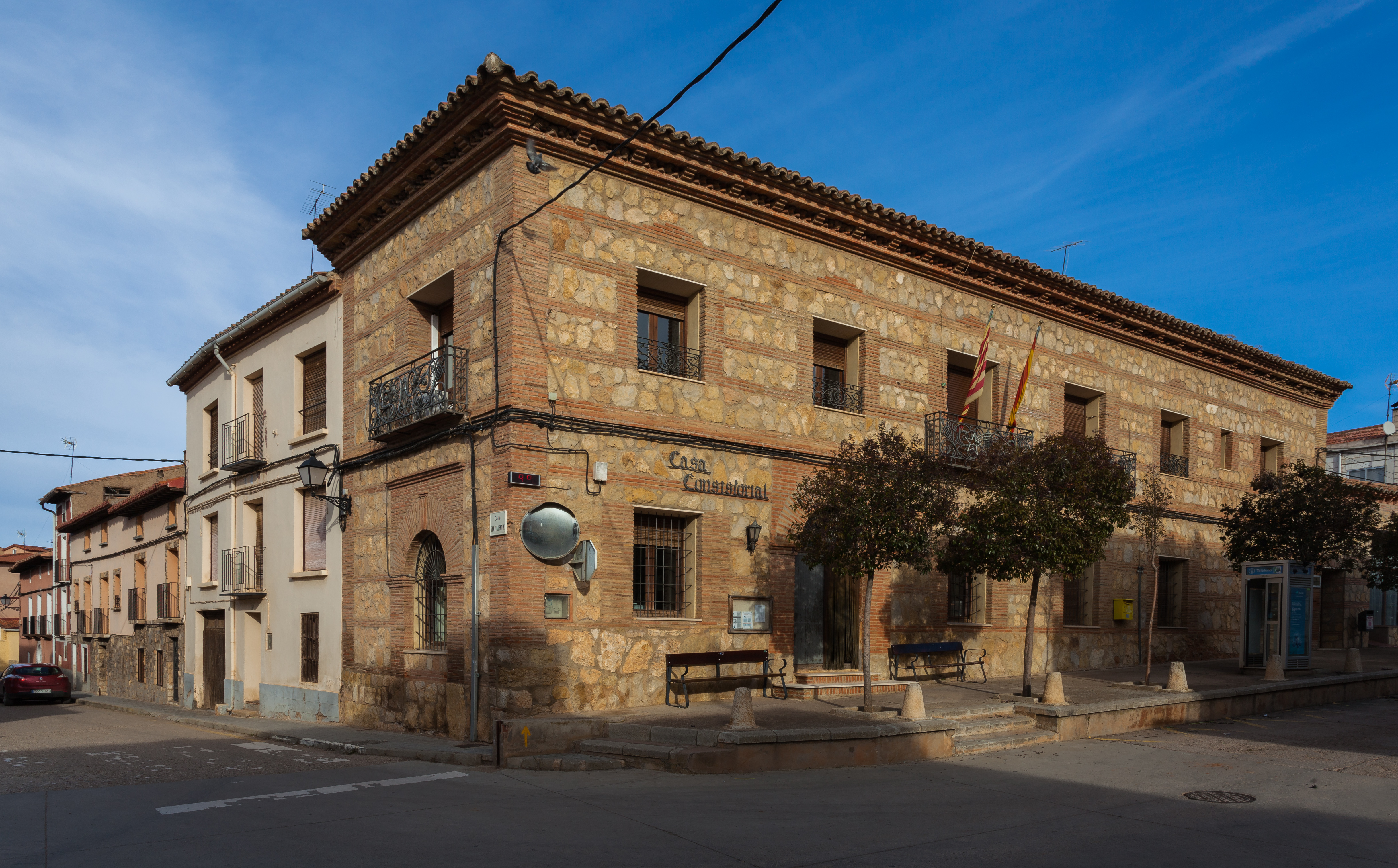
Rathaus

- Valentinskonvent der Klarissen
- Marienkapelle
- Valentinskapelle

- Burgreste
- Kirche Mariä Himmelfahrt
- Valentinskonvent
- Rathaus